# Raier Moos
Das Raier Moos (auch Raier-Moos oder Raiermoos) ist ein geschütztes Feuchtbiotop bei Raas in der Gemeinde Natz-Schabs in Südtirol mit seltener Fauna und Flora (Kiebitze, Wespenspinne), das auch als Naherholungszone genutzt wird.
Das Raier Moos ist 10 ha groß, wurde 1986 unter Schutz gestellt und liegt auf 830 m s.l.m..
Der Westteil des Biotops wird auch extensiv landwirtschaftlich genutzt.
Der heutige kleine See im Süd-Osten des Biotops wurde im Zuge der Einrichtung des Biotops wiederhergestellt, nachdem sein Vorgänger verlandet war.

## Geschichte
Nach der letzten Eiszeit bildete sich vor 12.000 Jahren ein See, der in vorgeschichtlicher Zeit einigen Pfahlbauten Platz bot. 1426 erhielt das Kloster Neustift die Fischereirechte im See.